# Onalcidion fibrosum
Onalcidion fibrosum är en skalbaggsart som beskrevs av Monné och Martins 1976. Onalcidion fibrosum ingår i släktet Onalcidion och familjen långhorningar.
Artens utbredningsområde är:
- Costa Rica.
- Panama.
- Venezuela.

Inga underarter finns listade i Catalogue of Life.